# ワンス・イン・ア・ライヴ・タイム
『ワンス・イン・ア・ライヴ・タイム』(Once In A LIVEtime) は、アメリカ合衆国のプログレッシブ・メタルバンド、ドリーム・シアターが1998年に発表したライブ・アルバム。パリのバタクランで1998年6月25日に開催されたライブで録音された。

## 収録曲
- Disc 1

1. ア・チェンジ・オブ・シーズンズ I - A Change Of Seasons I
2. ア・チェンジ・オブ・シーズンズ II - A Change Of Seasons II
3. パピーズ・オン・アシッド - Puppies On Acid
4. ジャスト・レット・ミー・ブリーズ - Just Let Me Breathe
5. ヴォイシズ - Voices
6. テイク・ザ・タイム - Take The Time
7. デレク・シュリニアン　ピアノ・ソロ - Keyboard Solo
8. ラインズ・イン・ザ・サンド - Lines In The Sand
9. スカード - Scarred
10. ア・チェンジ・オブ・シーズンズ IV - A Change of Seasons IV
11. YSTE JAM - Ytse Jam
12. ドラム・ソロ - Drum Solo

- Disc 2

1. トライアル・オブ・ティアーズ - Trial Of Tears
2. ホロウ・イヤーズ - Hollow Years
3. テイク・アウェイ・マイ・ペイン - Take Away My Pain
4. コート・イン・ア・ウェブ - Caught In A Web
5. ライ - Lie
6. ペルヴィアン・スカイズ - Peruvian Skies
7. ジョン・ペトルーシ　ギター・ソロ - Guitar Solo
8. プル・ミー・アンダー - Pull Me Under
9. メトロポリス - Metropolis
10. ラーニング・トゥ・リヴ - Learning To Live
11. ア・チェンジ・オブ・シーズンズ VII - A Change of Seasons VII

## 参加ミュージシャン
- ジェイムズ・ラブリエ：ボーカル
- ジョン・ペトルーシ：エレクトリック・ギター
- ジョン・マイアング：エレクトリックベース
- デレク・シェリニアン：キーボード
- マイク・ポートノイ：ドラムス